# Nina Maksimova
Nina Aleksandrovna Maksimova (Russisch: Нина Александровна Максимова) (Moskou, 18 januari 1924 – Moskou, 25 augustus 2006) was een basketbalspeler en coach van het nationale damesteam van de Sovjet-Unie. Ze kreeg de onderscheiding Orde van de Rode Vlag van de Arbeid (Sovjet-Unie) en het Ereteken van de Sovjet-Unie en werd Meester in de sport van de Sovjet-Unie in 1950 en Geëerde Coach van de Sovjet-Unie in 1979.

## Carrière als speler
Als speler speelde Maksimova voor Krylja Sovetov Moskou, Spartak Moskou, Dinamo Moskou en RSFSR Moskou en won het landskampioenschap van de Sovjet-Unie in 1950, 1953, 1956, 1957, 1958 en 1959. Ze won met dat team ook de USSR Cup in 1949 en 1953. In 1959 verloor Maksimova met Dinamo de finale om de FIBA Women's European Champions Cup van Slavia Sofia uit Bulgarije met 63-40 en 34-44. Als speler voor het nationale team van de Sovjet-Unie won ze goud op de Europese kampioenschappen in 1950, 1952, 1954 en 1956 en zilver in 1958. Ook won ze zilver op het wereldkampioenschap in 1957.

## Carrière als coach
Maksimova was hoofdcoach van de nationale meisjesteams onder 18 en onder 20.

## Erelijst (speler)
- Landskampioen Sovjet-Unie: 6
  - Winnaar: 1950, 1953, 1956, 1957, 1958, 1959
  - Tweede: 1951, 1954
  - Derde: 1949, 1952, 1955
- Bekerwinnaar Sovjet-Unie: 2
  - Winnaar: 1949, 1953
  - Runner-up: 1951
- Spartakiad van de Volkeren van de USSR: 2
  - Winnaar: 1956, 1959
- FIBA Women's European Champions Cup:
  - Runner-up: 1959
- Wereldkampioenschap:
  - Zilver: 1957
- Europees Kampioenschap: 4
  - Goud: 1950, 1952, 1954, 1956
  - Zilver: 1958